# 王文彬 (1930年)
王文彬（1930年10月—2015年11月23日），广东省澄海市人，中华人民共和国政治人物。

## 生平
1947年7月在香港参加建立新民主主义青年团的工作。1948年1月加入中国共产党。1949年5月随中共华南分局领导机关到粤东游击区参加解放战争，任华南工作团总部组织干事。1949年10月随解放军入城参加接管广州工作。任华南团校组织科长，团广东省委青农部秘书、副部长。1956年，赴苏联团校学习，回国后历任共青团广东省委常委、宣传部长、副书记，广东省革委会组织办公室副组长、省纪检会委员、办公室主任，澳门南光公司副总经理、新华社澳门分社副社长，广东省政协常委等职。1996年10月离休。2015年11月23日在广州逝世，享年85岁。